# Zastępcy pierwszego ministra Irlandii Północnej
Zastępca pierwszego ministra Irlandii Północnej (ang. deputy First Minister of Northern Ireland, irl. LeasChéad-Aire Thuaisceart Éireann) - stanowisko istniejące w autonomicznym rządzie Irlandii Północnej. Pomimo nazwy sugerującej podporządkowanie pierwszemu ministrowi, w rzeczywistości oba stanowiska są równorzędne, a sprawujący je politycy są de facto współpremierami rządu autonomicznego. Posiadają identyczne uprawnienia i wspólnie decydują o wszystkich sprawach. Ma to na celu zachowanie równowagi pomiędzy tzw. unionistami (protestantami opowiadającymi się za pozostawaniem Irlandii Północnej przy Wielkiej Brytanii) a tzw. republikanami (katolikami preferującymi przyłączenie regionu do Republiki Irlandii). W dotychczasowej historii, we wszystkich rządach stanowisko zastępcy przypadało politykom katolickim.
Wbrew zasadom ortografii języka angielskiego, słowo deputy (zastępca) w oryginalnej nazwie tego urzędu zapisywane jest małą literą.

## Lista zastępców pierwszego ministra
- 1999-2001: Seamus Mallon
- 2001-2002: Mark Durkan

w latach 2002-2007 autonomia Irlandii Północnej była zawieszona
- od 2007: Martin McGuinness